# Pascal-Gymnasium Münster
Das Pascal-Gymnasium Münster ist ein Gymnasium in Münster mit einem Schwerpunkt auf Mehrsprachigkeit und Sport.

## Geschichte und Schulprofil

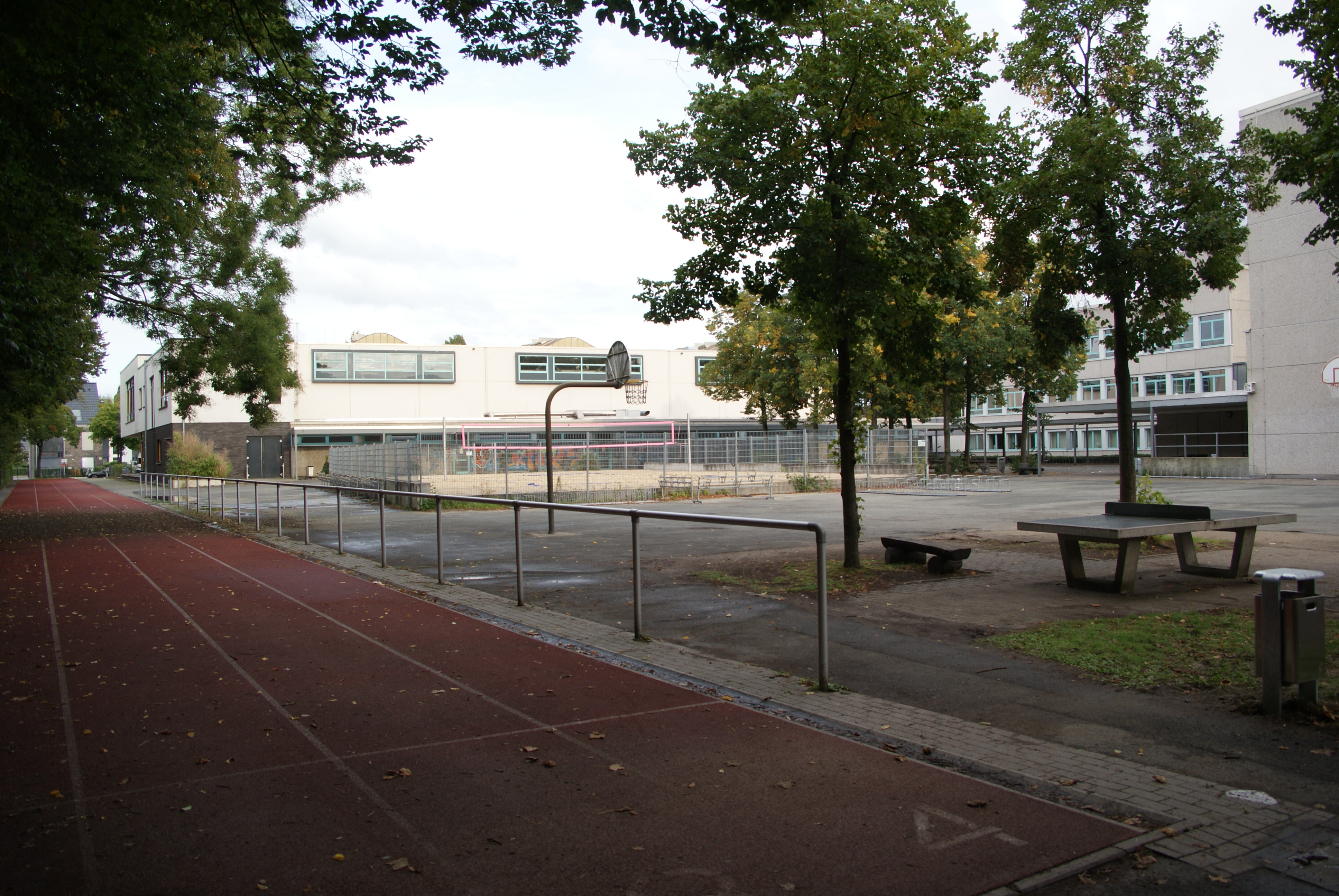
Pausenhof des Pascal-Gymnasiums Münster

Die Schule wurde 1967 als Städtisches Gymnasium für Jungen und Mädchen gegründet und war die erste koedukative Schule der Stadt. Die damals 119 Schüler wurden zunächst in drei Räumen des Paulinum-Gymnasiums unterrichtet, anschließend im Lettischen Gymnasium an der Wienburgstraße in direkter Nachbarschaft des heutigen Schulstandorts sowie in der Grundschule Dreifaltigkeitsschule im Stadtteil Uppenberg.
1972 zog das Gymnasium in ein neues Gebäude an seinen heutigen Sitz in der Uppenkampstiege um und wurde nach dem französischen Mathematiker, Physiker, Literat und Philosoph Blaise Pascal benannt.
Die Schule bot ab 1970/71 als eine von sechs nordrhein-westfälischen Pilotschulen erstmals in Münster bilingualen deutsch-französischen Sachfach-Unterricht an sowie ein ab 1980/81 anerkanntes bilinguales Abitur.
Seit dem Schuljahr 1979/80 organisiert das Gymnasium regelmäßige Schüleraustausche mit der französischen Partnerstadt Orléans; 1999/2000 kam die Stadt Blois hinzu.
Seit Anfang der 1990er Jahre weitete die Schule den zweisprachigen Unterricht auch auf ihren Englisch-Zweig aus. 1991 erfolgte ein erster Austausch mit der amerikanischen Stadt Baltimore und 1998 mit dem Hockerill Anglo-European College in England.
Als eines von 50 Gymnasien in Deutschland bietet die Schule seit 2008 außerdem das deutsch-französische Doppelabitur AbiBac an.
1999 gewann ein Schüler des Pascal-Gymnasiums die Silbermedaille bei der Internationalen Bio-Olympiade in Uppsala.
2001 hat die Schule als erstes Gymnasium in Nordrhein-Westfalen das Modellprojekt „Nimm zwei Fremdsprachen ab Klasse 5“ eingeführt.
Seit dem Schuljahr 2005/2006 ist das Pascal-Gymnasium als Prüfungsschule für Cambridge-ESOL-Prüfungen anerkannt, seit Oktober 2007 als „Europaschule in Nordrhein-Westfalen“. Die Schüler können die Sprachzertifikate DELF/DALF, Cambridge Certificate und CertiLingua erwerben.
Seit 2008 gibt es in Münster das Sportinternat Münster, wobei fast alle Schüler das Pascal-Gymnasium besuchen. Seit 2009 ist das Pascal-Gymnasium eine NRW-Sportschule, die jungen Nachwuchsleistungssportlern die Chance auf die Duale Karriere „Schule-Leistungssport“ ermöglicht.
2014 entließ das Pascal-Gymnasium die zweitgrößte Abiturstufe der Stadt; über ein Drittel der Abiturienten schloss mit einer Einser-Note ab.
2018 erreichte die Schulmannschaft des Pascal-Gymnasiums bei der Volleyball-Schulweltmeisterschaft den 2. Platz.

## Sanierungen und Anbau

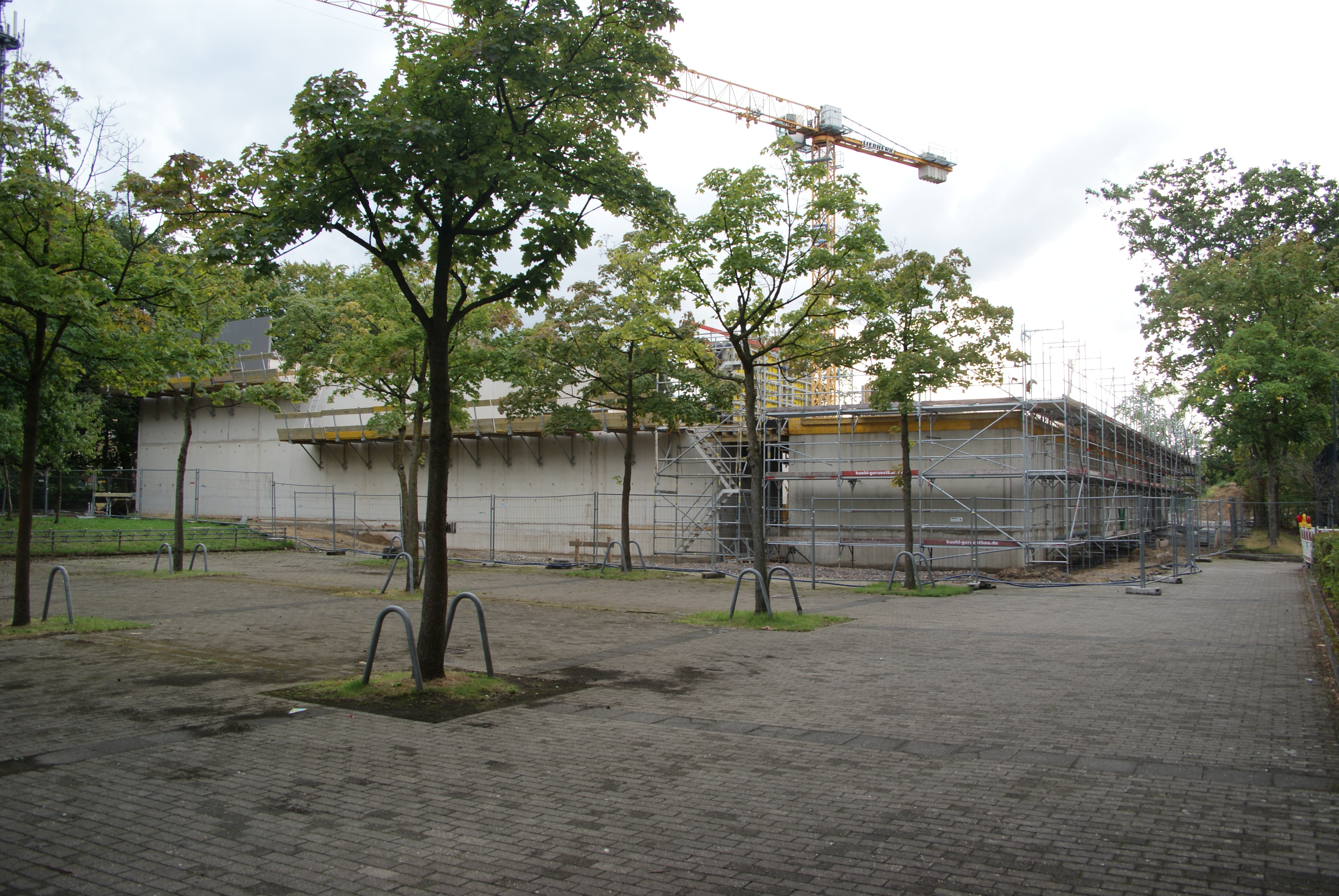
Baustelle auf dem Gelände des Pascal-Gymnasiums Münster im September 2020

Mitte der 90er Jahre wurde der Schadstoff PCB in den Fugen der Außenfassade entdeckt. 1995 wurden die Fugen ersetzt, 1999 folgte eine Innensanierung. Im Innenbereich wurde 2010 aber weiter PCB über dem Sanierungszielwert (300 Nanogramm pro Kubikmeter Luft) gemessen. Von 2012 bis 2019 wurde deshalb das Schulgebäude für rund 3,8 Millionen Euro erneut saniert.
2011 wurde für 1,2 Millionen Euro an die Sporthalle des Gymnasiums ein Trainingszentrum angebaut.
2021 nahm die Schule eine für knapp 7 Millionen Euro neu gebaute Dreifach-Sporthalle in Betrieb.

## Persönlichkeiten (Schüler)
- Suska Döpp (* 1965), Journalistin
- Holger Hauer (* 1964), Schauspieler und Regisseur
- Klaus Jankuhn (* 1965), Musikproduzent
- Richard Alexander Jung (* 1970), Musiker
- Irina Kemmsies (* 1996), Volleyballspielerin[19]
- Maximilian Lenz (* 1965), DJ und Musiker („WestBam“)
- Lena Malkus (* 1993), Weitspringerin
- Alisha Ossowski (* 1995), Volleyballspielerin
- Johannes Pantel (* 1963), Arzt, Gerontologe und Hochschullehrer
- Kristin vom Schemm (* 1998), Volleyballspielerin
- Leonie Schwertmann (* 1994), Volleyballspielerin
- Wilm Weppelmann (1957–2021), Künstler
- Gereon Wolters (* 1966), Jurist